# Harry Pitt
Sir Harry Raymond Pitt (ur. 3 czerwca 1914 w West Bromwich – zm. 8 października 2005 w Brailsford) – brytyjski matematyk zajmujący się m.in. teorią prawdopodobieństwa i jej zastosowaniami. W teorii przestrzeni Banacha udowodnił twierdzenie nazywane dziś od jego nazwiska, twierdzeniem Pitta.